# Neerabup Nemzeti Park
A Neerabup Nemzeti Park Nyugat-Ausztráliában található, Perthtől 27 kilométernyire északra helyezkedik el. 1965-ben vált nemzeti parkká.
A parkot a Wanneroo Roadon keresztül lehet megközelíteni, amely egy nagyjából 12 kilométer szélesen elnyúló bozótoson vezet keresztül. A parkba való belépéshez nem kell belépőt fizetni, ugyanakkor nincs kiépített parkoló és semmilyen egyéb kényelmet szolgáló szolgáltatás.
A terület követi az őslakosok vándorlási útvonalát, amely a Joondalup-tó és a McNess-tó közt húzódik, amely a Yanchep Nemzeti Parkban található. A későbbiek során ez fontos kereskedelmi útvonallá változott, amely később a Yaberoo Budjara Heritage Trail (Yaberoo Budjara Örökségi Útvonal) része lett. A sétaútvonal a yellalonga népcsoport tavak között végzett vándorlási útvonalán alapszik, amely rávilágít e terület történelmi, természeti és őslakos-örökségi jelentőségére.
A park a Northern Swan Coastal Plain Important Bird Area madárvédelmi terület része, melyet a BirdLife International jelölt ki, mivel a fehérfarkú gyászkakadu (Calyptorhynchus latirostris) számos egyede fészkel itt.

## Fordítás
Ez a szócikk részben vagy egészben  a   Neerabup National Park című angol Wikipédia-szócikk ezen változatának fordításán alapul.  Az eredeti cikk szerkesztőit annak laptörténete sorolja fel. Ez a jelzés csupán a megfogalmazás eredetét és a szerzői jogokat jelzi, nem szolgál a cikkben szereplő információk forrásmegjelöléseként.